# Platycleis kurmana
Platycleis kurmana är en insektsart som först beskrevs av Willy Adolf Theodor Ramme 1951.  Platycleis kurmana ingår i släktet Platycleis och familjen vårtbitare. Inga underarter finns listade i Catalogue of Life.